# Smart (напій)
Smart (кит.: 醒目) — безалкогольний напій розробляється компанією Coca-Cola для споживачів у Китаї з 1997 року Він доступний у різноманітних смаках. і доступний у деяких місцях у Сполучених Штатах.
Кілька смаків Smart раніше були представлені та доступні для дегустації в клубі Cool в Epcot на курорті Walt Disney World Resort у Флориді.